# Kārlis Sebris
Kārlis Sebris, né le 18 février 1914 à Sinole dans le Gouvernement de Livonie et mort le 12 janvier 2009 à Riga en Lettonie, est un acteur letton de théâtre et cinéma, officier de l'ordre des Trois Étoiles,.

## Biographie
Fils de Kārlis Sebris sénior, le futur artiste naît au village de Sinole dans l'actuel Gulbenes novads en Lettonie. Il est scolarisé à l'école de Lizums, puis à l'école publique de Cesvaine.
Sebris suit une formation dans la première école d'art dramatique de Lettonie, fondée en 1909 par Jekabs Duburs et Ernests Zeltmatis, et en sort diplômé en 1938. Il devient acteur du Théâtre dramatique national auquel il restera fidèle jusqu'à la fin de sa vie.
Il débute au cinéma sous la direction de Voldemārs Pūce dans le premier long métrage letton Kaugurieši sorti en 1941. Il jouera en tout dans une cinquantaine de films.
En 1998, parait son livre de souvenirs rédigé par Lilita Dzene Kārlis Sebris. Mīļā meļa memuāri.
Sebris était membre de la troisième fraternité étudiante plus ancienne du pays Lettgallia.
Mort à Riga en janvier 2009, Kārlis Sebris est inhumé au Cimetière de la Forêt. Le président de Lettonie Valdis Zatlers a exprimé ses condoléances à la famille de l'artiste. En 2014, à l'occasion de son centenaire, la poste lettonne émet un timbre commémoratif.

## Filmographie partielle
- 1941 : Kaugurieši de Voldemārs Pūce : épisode
- 1947 : Mājup ar uzvaru d'Alexandre Ivanov (ru) : épisode
- 1958 : Svešiniece ciemā de Ada Neretniece : Kusis
- 1962 : Diena bez vakara de Māris Rudzītis : directeur
- 1964 : Capitaine Nulle de Leonīds Leimanis : capitaine Valdis Nulle
- 1965 : Tobago change de cap de Aleksandrs Leimanis : Kviesis
- 1967 : Akmens un šķembas de Rolands Kalniņš : Ričards Zanders
- 1967 : Pie bagātās kundzes de Leonīds Leimanis : Oļģerts Kurmis
- 1967 : Le Marécage (Purva bridējs) de Leonīds Leimanis : Frišvagars
- 1968 : 24-25 neatgriežas d'Aloizs Brenčs : major Grigasts
- 1968 : Le Temps des arpenteurs (Mērnieku laiki) de Voldemārs Pūce : Pāvuls
- 1970 : Vella kalpi d'Aleksandrs Leimanis : Samsons
- 1970 : Le Roi Lear de Grigori Kozintsev : Gloucester
- 1970 : Klāvs, Mārtiņa dēls d'Oļģerts Dunkers : directeur du kolkhoze
- 1970 : Ballada o Beringe i ego druzyakh de Youri Chvyrev (ru) : Vitus Béring
- 1971 : Tauriņdeja d'Oļģerts Dunkers : Philippe
- 1971 : Posledny reis Albatrosa de Leonid Ptchelkine (ru) : Zandler
- 1971 : À l'ombre de la mort (Nāves ēnā) de Gunārs Piesis : Zaļga
- 1971 : Meldru mežs de Ēriks Lācis : Nords
- 1971 : Kara ceļa mantinieki de Varis Krūmiņš : Cernieks
- 1972 : Vella kalpi vella dzirnavās d'Aleksandrs Leimanis : Samsons
- 1973 : Cāļus skaita rudenī d'Oļģerts Dunkers : Ieviņš
- 1974 : Uzbrukums slepenpolicijai d'Oļģerts Dunkers : Greguss
- 1975 : Motociklu vasara d'Uldis Brauns : garde forestier
- 1977 : Krasnye dipkurery de Villen Novak (ru) : épisode
- 1977 : Kļūstiet mana sievasmāte! de Kārlis Mārsons: major de milice
- 1978 : Gde ty byl, Odissej? de Timur Zoloyev : Zoller
- 1978 : Tavs dēls de Gunārs Piesis : artiste peintre
- 1979 : Hukkunud Alpinisti hotell de Grigori Kromanov : Mr. Moses
- 1979 : Nakts bez putniem de Gunārs Cilinskis : directeur de kolkhoze
- 1979 : Dumas dans le Caucase de Hassan Khazhkassimov : Alexandre Dumas
- 1982 : Aizmirstās lietas de Vija Beinerte : Karlis
- 2000 : L'Été terrible (Baiga vasara) d'Aigars Grauba : Augusts